# Vuelta a Colombia 1966
La 16.ª edición de la Vuelta a Colombia tuvo lugar entre el 12 y el 29 de mayo de 1966. El antioqueño Martín "Cochise" Rodríguez del equipo Antioquia A se coronó por tercera vez como campeón de la Vuelta con un tiempo de 65 h, 41 min y 16 s.

## Equipos participantes[1]
| Equipo                           | Categoría  |
| -------------------------------- | ---------- |
| Antioquia A                      | Aficionado |
| Antioquia B                      | Aficionado |
| Antioquia Independiente          | Aficionado |
| Boyacá                           | Aficionado |
| Caldas A                         | Aficionado |
| Caldas B                         | Aficionado |
| Caldas Independiente             | Aficionado |
| Cundinamarca A                   | Aficionado |
| Cundinamarca B                   | Aficionado |
| Cundinamarca C                   | Aficionado |
| Cundinamarca Independiente       | Aficionado |
| Distrital                        | Aficionado |
| España                           | Aficionado |
| Meta                             | Aficionado |
| Nariño                           | Aficionado |
| Norte de Santander               | Aficionado |
| Sorteo Extraordinario de Navidad | Aficionado |
| Tolima                           | Aficionado |
| Tolima Independiente             | Aficionado |
| Valle                            | Aficionado |
| Valle Independiente              | Aficionado |

## Etapas
| Etapa      | Fecha      | Recorrido            | Distancia (km)       | Ganador                    | Líder                      |                      |
| ---------- | ---------- | -------------------- | -------------------- | -------------------------- | -------------------------- | -------------------- |
| 1.ª etapa  | 12 de mayo | Bogotá - Ibagué      | 210                  | Daniel Correa              | Daniel Correa              |                      |
| 2.ª etapa  | 13 de mayo | Ibagué - Armenia     | 98                   | Julio López De la Torre    | Javier Amado Suárez        |                      |
| 3.ª etapa  | 14 de mayo | Armenia - Cali       | 228                  | Martín "Cochise" Rodríguez | Javier Amado Suárez        |                      |
| 4.ª etapa  | 15 de mayo | Circuito en Cali     | 108                  | Jaime Galeano              | Álvaro Pachón Morales      |                      |
| 5.ª etapa  | 16 de mayo | Cali - Palmira CRI   | 28                   | Martín "Cochise" Rodríguez | Martín "Cochise" Rodríguez |                      |
| 6.ª etapa  | 16 de mayo | Palmira - Sevilla    | 133                  | Martín "Cochise" Rodríguez | Martín "Cochise" Rodríguez |                      |
| 7.ª etapa  | 17 de mayo | Sevilla - Cartago    | 100                  | Rubén Darío Gómez          | Martín "Cochise" Rodríguez |                      |
| 8.ª etapa  | 18 de mayo | Cartago - Riosucio   | 112                  | Martín "Cochise" Rodríguez | Martín "Cochise" Rodríguez |                      |
| 9.ª etapa  | 19 de mayo | Riosucio - Medellín  | 154                  | Martín "Cochise" Rodríguez | Martín "Cochise" Rodríguez |                      |
|            | 20 de mayo | Descanso en Medellín | Descanso en Medellín | Descanso en Medellín       | Descanso en Medellín       | Descanso en Medellín |
| 10.ª etapa | 21 de mayo | Vuelta a Oriente     | 96                   | Martín "Cochise" Rodríguez | Martín "Cochise" Rodríguez |                      |
| 11.ª etapa | 22 de mayo | Medellín - Anserma   | 188                  | Pablo Enrique Hernández    | Martín "Cochise" Rodríguez |                      |
| 12.ª etapa | 23 de mayo | Anserma - Pereira    | 85                   | Francisco Asdrúbal Salazar | Martín "Cochise" Rodríguez |                      |
| 13.ª etapa | 24 de mayo | Pereira - Manizales  | 54                   | Martín "Cochise" Rodríguez | Martín "Cochise" Rodríguez |                      |
| 14.ª etapa | 25 de mayo | Manizales - Armero   | 143                  | Javier Amado Suárez        | Martín "Cochise" Rodríguez |                      |
| 15.ª etapa | 26 de mayo | Armero - La Dorada   | 85                   | Carlos Montoya Arias       | Martín "Cochise" Rodríguez |                      |
| 16.ª etapa | 27 de mayo | La Dorada - Bogotá   | 197                  | Alfonso Torres             | Martín "Cochise" Rodríguez |                      |
| 17.ª etapa | 28 de mayo | Bogotá - Sogamoso    | 222                  | Julio López De la Torre    | Martín "Cochise" Rodríguez |                      |
| 18.ª etapa | 29 de mayo | Sogamoso - Bogotá    | 222                  | Martín "Cochise" Rodríguez | Martín "Cochise" Rodríguez |                      |

## Clasificaciones finales

### Clasificación general
Los diez primeros en la clasificación general final fueron:
| Clasificación general |                            |                                  |                   |
| Ciclista              | Ciclista                   | Equipo                           | Tiempo            |
| --------------------- | -------------------------- | -------------------------------- | ----------------- |
| 1.º                   | Martín "Cochise" Rodríguez | Antioquia A                      | 65 h 41 min 16 s  |
| 2.º                   | Javier Amado Suárez        | Antioquia A                      | + 41 min 46 s     |
| 3.º                   | Carlos Montoya Arias       | Valle                            | + 1 h 00 min 15 s |
| 4.º                   | Pablo Enrique Hernández    | Pereira                          | + 1 h 01 min 47 s |
| 5.º                   | Ventura Díaz Arrey         | España                           | + 1 h 01 min 47 s |
| 6.º                   | Pedro Julio Sánchez        | Tolima                           | + 1 h 02 min 08 s |
| 7.º                   | Álvaro Pachón Morales      | Cundinamarca A                   | + 1 h 02 min 19 s |
| 8.º                   | Luis Emilio Vélez          | Antioquia A                      | + 1 h 03 min 43 s |
| 9.º                   | Julio López De la Torre    | España                           | + 1 h 05 min 20 s |
| 10.º                  | Ricardo Ovalle             | Sorteo Extraordinario de Navidad | + 1 h 08 min 32 s |

### Clasificación de la montaña
| Clasificación de la montaña |                            |             |        |
| Ciclista                    | Ciclista                   | Equipo      | Puntos |
| --------------------------- | -------------------------- | ----------- | ------ |
| 1.º                         | Martín "Cochise" Rodríguez | Antioquia A | 52     |
| 2.º                         | Javier Amado Suárez        | Antioquia A | 40     |
| 3.º                         | Ventura Díaz Arrey         | España      | 28     |

### Clasificación de las metas volantes
| Clasificación de las metas volantes |                            |                                  |        |
| Ciclista                            | Ciclista                   | Equipo                           | Puntos |
| ----------------------------------- | -------------------------- | -------------------------------- | ------ |
| 1.º                                 | Martín "Cochise" Rodríguez | Antioquia A                      | 45     |
| 2.º                                 | Carlos Montoya Arias       | Valle                            | 40     |
| 2.º                                 | Serafín Bernal Parada      | Sorteo Extraordinario de Navidad | 40     |
| 2.º                                 | Víctor Manuel Leguizamón   | Cundinamarca A                   | 40     |

### Clasificación de los novatos
| Clasificación de los novatos |                       |          |                  |
| Ciclista                     | Ciclista              | Equipo   | Tiempo           |
| ---------------------------- | --------------------- | -------- | ---------------- |
| 1.º                          | Jairo Grijalba        | Valle    | 67 h 21 min 01 s |
| 2.º                          | Luis Gregorio Pedraza | Boyacá   | + 22 min 31 s    |
| 3.º                          | Miguel Samacá         | Distrito | + 24 min 43 s    |

### Clasificación por equipos
| Clasificación por equipos |                |                   |
| Equipo                    | Equipo         | Tiempo            |
| ------------------------- | -------------- | ----------------- |
| 1.º                       | Antioquia A    | 198 h 13 min 47 s |
| 2.º                       | Pereira        | + 2 h 15 min 16 s |
| 3.º                       | Cundinamarca A | + 2 h 26 min 19 s |